# Ogrodowiec zwyczajny
Ogrodowiec zwyczajny, wąż pończosznik, pończosznik prążkowany (Thamnophis sirtalis) – gatunek węża z podrodziny zaskrońcowatych (Natricinae) w rodzinie połozowatych (Colubridae). Występuje na terytorium od Kanady przez USA po północny Meksyk – od Pacyfiku po Atlantyk.

## Biotop
Trzymają się okolic wilgotnych: brzegów rzek, mokradeł i bagnisk oraz podmokłych lub wilgotnych lasów. Często spotyka się je również w rejonach podmiejskich, ogródkach przydomowych, a nawet parkach miejskich. Niektóre występują także na preriach. Częściowo jest to gatunek synantropijny.  

## Tryb życia
Żyje w grupach liczących tysiące osobników. Na miejsce snu zimowego wybierają głębokie szczeliny. Żywi się płazami, rybami, małymi ssakami, ptakami i padliną. Żyje do 12 lat. 

## Rozród
Okres godowy przypada na wiosnę. Jedna samica zostaje otoczona przez setki samców. Sperma samca znajduje się w żelatynowej osłonce, co zapewnia plemnikom niezbędny czas do zapłodnienia jaj, zanim dotrze nasienie kolejnego partnera samicy. Pończoszniki są jajożyworodne. Samica rodzi 12–85 młodych. Badania DNA wykazały, że w jednym miocie samicy znajduje się potomstwo różnych ojców. Po 3 miesiącach wylęgają się młode węże. Dojrzałość płciową osiągają w 2–3 roku życia.